# Yves Rénier
Pour les articles homonymes, voir Rénier.
Ne doit pas être confondu avec Yves Régnier ou Yves Reynier.
Yves Rénier est un acteur, présentateur, scénariste et réalisateur franco-suisse, né le 29 septembre 1942 à Berne (Suisse) et mort le 24 avril 2021 à Neuilly-sur-Seine (France).
Sa carrière cinématographique commence en 1961 dans le film Le Comte de Monte-Cristo de Claude Autant-Lara. Il enchaîne ensuite dans plusieurs films sans connaître de véritable succès.
En 1965, il se distingue dans la mini-série Belphégor de Claude Barma, où il partage l'affiche avec la chanteuse Juliette Gréco. En 1966, il triomphe à la télévision dans la série Les Globe-trotters, y incarnant le journaliste Pierre Ribard.
Il est également connu du grand public pour son interprétation du rôle-titre dans la série télévisée française Commissaire Moulin (à partir de 1976 et jusqu’à 2008). Il prêta aussi sa voix pour doubler plusieurs acteurs américains dont Burt Reynolds, Tommy Lee Jones, Paul Hogan ou Chuck Norris.

## Biographie

### Jeunesse et famille
Yves Charles Michel Léon Max Rénier naît le 29 septembre 1942 à Berne,, en Suisse, de Max Rénier (1916-1993) et Gladys Harrison.
Il est l'arrière-petit-fils du publicitaire Léon-Prosper Rénier.

### Carrière
Yves Rénier commence sa carrière cinématographique en 1961 dans Le Comte de Monte-Cristo de Claude Autant-Lara. Après cette première expérience, sa carrière ne décolle pas, et il enchaîne péniblement quatre films dont Les Vierges (1963) de Jean-Pierre Mocky.
Mais il tient le rôle vedette dans Belphégor ou le Fantôme du Louvre de Claude Barma, série en quatre épisodes qui a, en 1965, un retentissement national. Pour la télévision, il fait également une apparition dans Les Cinq Dernières Minutes et joue le personnage central de Lucien de Rubempré dans la mini-série Illusions perdues de Maurice Cazeneuve, d'après Honoré de Balzac.
Les téléspectateurs le retrouvent ensuite dans la série télévisée Les Globe-trotters avec Edward Meeks en 1966, ces deux aventuriers qui feront le tour du monde avec leurs seules économies.
Par la suite, il obtient une notoriété définitive avec le rôle-titre de la série télévisée policière Commissaire Moulin. Créée en 1976 par Paul Andréota et Claude Boissol, la série est tout d'abord interrompue en 1982, puis reprise en 1989 par Yves Rénier lui-même et Georges Moréas, auteur de romans policiers. La série accueille notamment de nombreuses personnalités célèbres comme Johnny Hallyday ou Véronique Jannot. L'acteur y écrit une dizaine de scénarios et se lance dans la réalisation. La série prend fin en 2008.
En parallèle, il joue quelques rôles au cinéma, notamment dans Pékin central (1986) de Camillle de Casabianca, Merci la vie (1990) de Bertrand Blier, Les Anges gardiens (1995) de Jean-Marie Poiré ou encore Mortel Transfert (2000) de Jean-Jacques Beineix.
Moins connu pour son activité dans le milieu du doublage, il s'est pourtant illustré en faisant les voix françaises des acteurs Burt Reynolds, Chuck Norris, Paul Hogan, Tommy Lee Jones entre autres, ou encore le personnage principal de la série Rick Hunter (doublant l'acteur Fred Dryer).
Dans les années 1980, il s'essaie à la chanson avec le titre PCV de Boris Bergman.

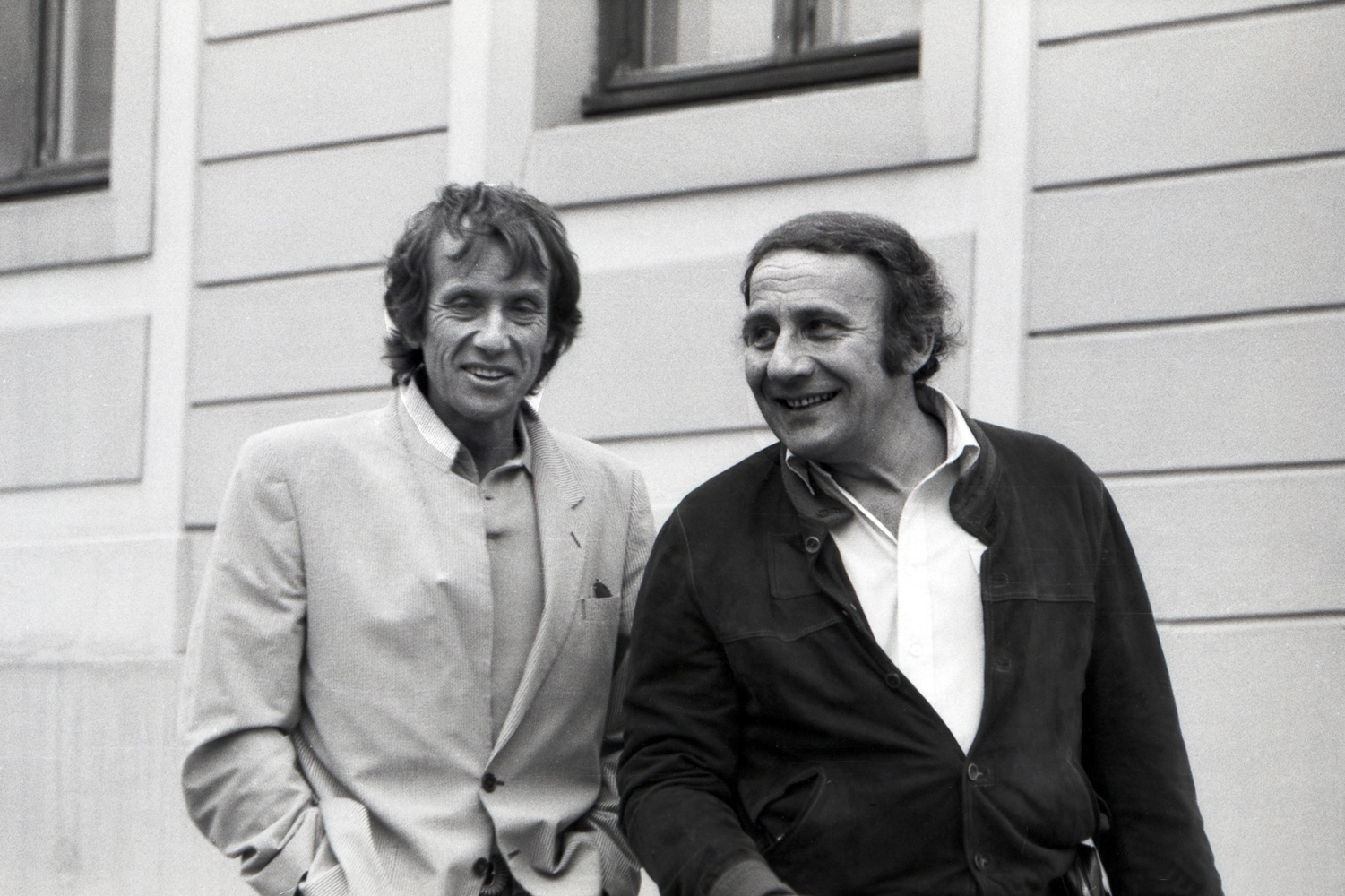
Yves Rénier et l'acteur tchèque Miroslav Moravec en 2015.

En 2005, il apparaît dans le feuilleton estival Dolmen aux côtés d'Ingrid Chauvin, qu'il retrouve l'année suivante pour un téléfilm, Le Monsieur d'en face.
C'est dans le film Trois Amis (2007) de Michel Boujenah, accompagné de Kad Merad et Mathilde Seigner, que l'acteur renoue avec le cinéma. En 2008, il a comme projet la réalisation du film de fiction Kalach avec Gérard Lanvin et Gérard Depardieu, finalement annulé.

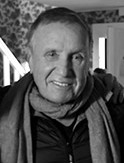
Yves Rénier en 2016, sur le tournage de Je voulais juste rentrer chez moi.

En 2018, il réalise le téléfilm dramatique Jacqueline Sauvage : C'était lui ou moi qui s’inspire de l'affaire Jacqueline Sauvage et met en vedette la comédienne Muriel Robin.

### Vie privée
Yves Rénier est le père de cinq enfants : Samantha (actrice), née en 1974, avec Virginie, sa première femme ; Lola (actrice), née en 1986 d'Hélène Zidi (fille du réalisateur Claude Zidi) ; Kristophy, née en 1986 ; Jules, né en 1997, et Oscar, né en 2000, de Karin Graner, sa dernière épouse,.
Au début des années 1980, il a été en couple avec l'actrice américaine Goldie Hawn,, avant que celle-ci ne rencontre Kurt Russell.
L'existence de Kristophy, née en 1986, a été révélée peu après la mort d'Yves Rénier, par sa fille Lola.

### Mort
Yves Rénier meurt le 24 avril 2021 à son domicile de Neuilly-sur-Seine, à l'âge de 78 ans, des suites d'un malaise cardiaque,,,. 
Ses obsèques se tiennent le 30 avril en l'église Saint-Pierre de Neuilly-sur-Seine, en présence de nombreuses personnalités telles que Véronique Genest, Mathilde Seigner, Catherine Lara ou encore son ami Jean-Luc Reichmann. Il est ensuite inhumé dans l'intimité au cimetière nouveau de Neuilly-sur-Seine.

## Théâtre
- 1971 : Le Misanthrope de Molière, mise en scène Antoine Bourseiller, théâtre du Gymnase, théâtre de l'Odéon
- 1972 : Le Massacre à Paris de Christopher Marlowe, mise en scène Patrice Chéreau, théâtre national populaire Villeurbanne
- 1973 : Le Tournant de Françoise Dorin, mise en scène Michel Roux, théâtre de la Madeleine
- 1998 : Obsessions de Patrick Hamilton, mise en scène Raymond Gérôme, théâtre Daunou

## Filmographie

### Cinéma

#### Acteur
- 1961 : Le Comte de Monte-Cristo de Claude Autant-Lara : Albert de Morcerf[4]
- 1963 : Les Vierges de Jean-Pierre Mocky : le jeune ivrogne
- 1963 : Méfiez-vous, mesdames ou Un monsieur bien sous tous rapports de André Hunebelle : Christian
- 1967 : Le Grand Dadais de Pierre Granier-Deferre : Germain
- 1968 : Le Mois le plus beau de Guy Blanc : Bruno Besson
- 1969 : Un merveilleux parfum d'oseille de Rinaldo Bassi : Yves de Kerfuntel
- 1973 : George qui ? de Michèle Rosier : Alfred de Musset
- 1977 : Diabolo menthe de Diane Kurys : Philippe
- 1984 : Adieu blaireau de Bob Decout : le « Professeur »
- 1986 : Pékin central de Camille de Casabianca : Yves
- 1988 : Frantic de Roman Polanski : le policier
- 1990 : Merci la vie de Bertrand Blier : Robert, le vigile
- 1995 : Les Anges gardiens de Jean-Marie Poiré : Yvon Radmilo, dit « La Pince », le père de Bao
- 1998 : Je règle mon pas sur le pas de mon père de Rémi Waterhouse : Richard
- 2000 : Mortel Transfert de Jean-Jacques Beineix : Max Kubler
- 2001 : Absolument fabuleux de Gabriel Aghion : Alain
- 2001 : Sexes très opposés d'Éric Assous : l'homme au restaurant
- 2002 : Le Raid de Djamel Bensalah : le général de l'ONU
- 2007 : Trois Amis de Michel Boujenah : Antoine
- 2011 : Beur sur la ville de Djamel Bensalah : le capitaine Jancovic

#### Réalisateur
- 2008 : Un beau mec

### Télévision

#### Acteur
- 1961 : Les Jours heureux de Arnaud Desjardins : Bernard
- 1961 : La Vie que je t'ai donnée de Guy Lessertisseur : Flavio
- 1963 : Tous les chats sont gris de Guy Lessertisseur : Claude
- 1964 : Les Cinq Dernières Minutes (épisode « 45 tours... et puis s'en vont » de Bernard Hecht) : Vicky Domont
- 1965 : Belphégor ou le Fantôme du Louvre, feuilleton en 4 épisodes de Claude Barma : André Bellegarde[4]
- 1966 : Illusions perdues, mini-série en quatre épisodes de Maurice Cazeneuve : Lucien de Rubempré
- 1966-1969 : Les Globe-trotters, série de Claude Boissol et Jacques Pinoteau (39 épisodes) : Pierre Ribard[4]
- 1969 : Les Aventures de Tom Sawyer (de) : le narrateur
- 1971 : Prière pour Éléna d'Abder Isker : François Sauvage
- 1972 : Figaro-ci, Figaro-là d'Hervé Bromberger : Gudin
- 1973 : Un tyran sous la pluie de Philippe Arnal : Patrick
- 1976 : Le Cheval évanoui d'Alain Dhénaut : Hubert Darsay
- 1976-1978 / 1980-1982 / 1989-2006 : Commissaire Moulin, série de Paul Andréota (70 épisodes)[4] : le commissaire Jean-Paul Moulin
- 1978 : Zigzags de Bruno Gantillon : Pierre Laisné
- 1979 : Pour tout l'or du Transvaal, feuilleton en 6 épisodes de Claude Boissol : Jacques Cervin
- 1982 : Les Maupas de Jean-François Toussaint : Antoine Chaumont
- 1983 : Quelques hommes de bonne volonté, mini-série de François Villiers : Sammecaud
- 1984 : Au théâtre ce soir : Chacun pour moi de Daniel Colas, mise en scène de l'auteur, réalisation Pierre Sabbagh, au théâtre Marigny
- 1986 : Marie Pervenche (saison 2, épisode 1, « Le jour de gloire n'est pas prêt d'arriver » de Paul Andréota) : Mondine
- 1994 : Aventures dans le Grand Nord (épisode 1, « L'Honneur des grandes neiges » de Gilles Carle) : Donald MacRae
- 1996 : Hold-up en l'air d'Éric Civanyan : Costa
- 1997 : Le Surdoué d'Alain Bonnot : Robert Leblanc
- 1998 : Un père inattendu d'Alain Bonnot : Francis Haudrant
- 2000 : Route de nuit de Laurent Dussaux : Marc
- 2002 : Sentiments partagés de Daniel Janneau
- 2005 : Dolmen de Didier Albert : Patrick Ryan
- 2006 : Le Monsieur d'en face d'Alain Robillard : Maxime Martin
- 2009 : Otages de Didier Albert : Antoine Pradeau
- 2010 : Section de recherches (épisode « Roman noir », en 2 parties) : Paul Veber
- 2011 : Plus belle la vie (épisode « Course contre la montre ») : Tomasini
- 2014 : Coût de chance de Denis Malleval : Michel Lacharrière
- 2015 : Flic tout simplement d'Yves Rénier : le directeur de la police judiciaire Devaire
- 2017 : Je voulais juste rentrer chez moi d'Yves Rénier : Marco Essartier
- 2018 : Jacqueline Sauvage : C'était lui ou moi d'Yves Rénier : le directeur de la prison[4]
- 2019 : Le temps est assassin, mini-série de Claude-Michel Rome : César Garcia
- 2020 : I Love You coiffure de Muriel Robin : un convive au restaurant
- 2021 : La Traque d'Yves Rénier : le procureur Arnaud Costenoble[4]
- 2021 : Léo Matteï, Brigade des mineurs, saison 8, épisodes 5 et 6 Les blessures de l'enfance : Pierre, le chef de la secte.

#### Émissions

##### Présentateur
- 1986 : Le Sphinx, jeu d'aventures diffusé le dimanche soir sur FR3
- 1992 : Dans le baba, magazine de société diffusé en deuxième partie de soirée sur TF1[13]
- 2009 - 2011 : Affaires criminelles sur NT1
- 2010 : Qui a peur des requins ?, émission animalière diffusée les 13 et 15 octobre 2010 sur la chaîne Animaux[14].

##### Participant
- 1997 : Juré de l'élection de Miss France 1998 sur TF1.

#### Scénariste
Yves Rénier a écrit certains scénarios de la série Commissaire Moulin de Paul Andréota pour TF1.
- 1982 : Tenue de soirée de rigueur
- 1989 : Paris XVIIIe, Honneur et Justice et Corvée de bois
- 1990 : Les Buveurs d'eau, Match nul et Bras d'honneur
- 1991 : L'Ours vert, Non assistance à personne en danger et Le Simulateur
- 1992 : Les Zombies et L... comme Lennon
- 1993 : Syndrome de menace
- 1994 : Le Récidiviste
- 1995 : Illégitime défense
- 1999 : Serial Killer
- 2000 : Passage protégé
- 2001 : Le Petit Homme
- 2003 : Les Lois de Murphy et La Promesse

#### Réalisateur
Yves Rénier a réalisé certains épisodes de la série Commissaire Moulin de Paul Andréota, ainsi que des téléfilms.
Série Commissaire Moulin
- 1990 : Les Buveurs d'eau et Bras d'honneur
- 1991 : L'Ours vert
- 1992 : Les Zombies
- 1993 : Syndrome de menace[15]
- 1994 : Le Récidiviste
- 1995 : Illégitime Défense
- 1996 : Cité interdite
- 1998 : Silence radio
- 1999 : Serial Killer
- 2000 : Passage protégé
- 2002 : La Fliquette
- 2003 : Les Lois de Murphy
- 2005 : Kidnapping

Téléfilms
- 2012 : Médecin-chef à la Santé
- 2015 : Flic tout simplement
- 2017 : Je voulais juste rentrer chez moi
- 2018 : Jacqueline Sauvage : C'était lui ou moi
- 2021 : La Traque

## Doublage

### Cinéma

#### Films
- Paul Hogan dans (7 films) :
  - Crocodile Dundee (1986) : Michael J. « Crocodile » Dundee
  - Crocodile Dundee 2 (1988) : Michael J. « Crocodile » Dundee
  - Un ange... ou presque (1990) : Terry Dean
  - Jack l'Éclair (1994) : Jack l'Éclair
  - Flipper (1996) : Porter Ricks
  - Road Movie (1998) : Shane
  - Crocodile Dundee 3  (2001) : Michael J. « Crocodile » Dundee

- Tommy Lee Jones dans (5 films) :
  - Un lundi trouble (1988) : Cosmo
  - L'Enfer du devoir (2000) : le colonel Haye « Hodge » Hodges
  - No Country for Old Men (2008) : le shérif Ed Tom Bell
  - The Company Men (2011) : Gene McClary
  - Captain America: First Avenger (2011) : le colonel Chester Phillips

- 1974 : Gatsby le Magnifique : Tom Buchanan (Bruce Dern) (2e doublage)
- 1982 : La Cage aux poules : le sheriff Ed Earl Dodd (Burt Reynolds)
- 1983 : Le Mystère Silkwood : Drew Stephens (Kurt Russell)
- 1983 : Second Chance : Zack Melon (John Travolta)
- 1984 : Don Camillo : Don Camillo (Terence Hill)
- 1984 : Il était une fois en Amérique : Sharkey (Robert Harper) (1er doublage)
- 1985 : Sale temps pour un flic : Eddie Cusack (Chuck Norris)
- 1985 : Remo sans arme et dangereux : Remo Williams (Fred Ward)
- 1987 : La Mission : Cooper (Robert Ginty)
- 1987 : Le matraqueur des rues : Napoleon (Michael Copeman)
- 1988 : Bloodsport : Ray Jackson (Donald Gibb)
- 1998 : Vampires : Jack Crow (James Woods)

### Télévision

#### Séries télévisées
- Fred Dryer dans :
  - Rick Hunter (1984-2002) : l'inspecteur Rick Hunter
  - Sydney Fox, l'aventurière (2000) : Randall Fox
  - Accusée par erreur (2013) : l'inspecteur Sanford

- 1977 : Le Renard : Walter Müller (Dirk Galuba) (saison 1, épisode 7)
- 1983 : Le Juge et le Pilote :  J.J. Beal (Robert Desiderio (en)) (saison 1, épisode 5)

## Musique
Comme de nombreux acteurs dans les années 1970-1980, il s'est brièvement essayé à la chanson en 1986 avec PCV, paroles de Boris Bergman, musique de Marc Chantereau et Pierre-Alain Dahan, avec la participation de Boris Bergman et P. Pierangeli.

## Autre
- 1980 : Participation au rallye Dakar en tant que pilote sur Toyota BJ  avec comme copilote Yves Géniès et Pat Le Guen, le trio (voiture n°160) fini à la 17e place[16],[17].

## Publications
- 1986 : Le Parano
- 2008 : Et si je m'étais trompé de vie…